# Veronika Mayerhofer
Veronika Mayerhofer (* 10. Juli 1992 in Schwarzach) ist eine ehemalige österreichische Skilangläuferin.

## Werdegang
Mayerhofer trat bis 2012 an Juniorenrennen an. Von 2012 bis 2014 nahm sie vorwiegend am Skilanglauf-Alpencup teil. Dabei kam sie zweimal auf den zweiten Platz und errang in der Saison 2012/13 den siebten Platz in der Gesamtwertung. Bei den nordischen Skiweltmeisterschaften 2013 im Val di Fiemme belegte sie mit der Staffel den 11. Platz. Ihr erstes Weltcuprennen lief sie im Dezember 2013 in Davos, welches sie mit dem 55. Rang über 15 km Freistil beendete. Ihre ersten Weltcuppunkte holte sie im Januar 2014 in Szklarska Poręba mit dem 26. Platz im 10-km-Massenstartrennen. Bei den Olympischen Winterspielen 2014 in Sotschi belegte sie den 47. Platz über 10 km klassisch und den 13. Rang in der Staffel. Seit der 2014/15 startet sie bei der US Super Tour.
Bei österreichischen Meisterschaften holte sie 23 Medaillen davon neunmal Gold.